# (1206) Numerowia
(1206) Numerowia es el asteroide número 1206 situado en el cinturón principal. Fue descubierto por el astrónomo Karl Wilhelm Reinmuth  desde el observatorio de Heidelberg, el 18 de octubre de 1931. Su designación alternativa es 1931 UH. Está nombrado en honor del astrónomo ruso Borís Númerov (1891-1941).